# Kurt Lotz
Kurt Lotz, född 18 september 1912 i Lenderscheid, död 9 mars 2005 i Hannover
Kurt Lotz var chef på Brown Boveri då han utsågs till Heinrich Nordhoffs efterträdare som chef för Volkswagen AG. Lotz blev ny chef i förtid när Nordhoff hastigt gick bort 1968. Lotz agerade för att hitta en efterträdare till den föråldrade Bubblan genom att köpa NSU Motorenwerke AG (NSU) som slogs samman med Auto Union. Via köpet av Audi NSU Auto Union AG fick Volkswagen tillgång till modern teknik och modeller. Lotz var relativt framgångsrik i att modernisera Volkswagen men tvingades redan efter tre år att lämna posten sedan han hamnat i konflikt med facket på Volkswagen som hade en stark ställning i bolaget. Lotz var den som förkunnade behovet att utöka produktpaletten och inte vara beroende av en enda modell.